# دان بوريك
دان بوريك (بالرومانية: Dan Puric)‏ (ولد 12 فبراير 1959) هو ممثل مسرحي وسينمائي ومخرج روماني.

## روابط خارجية
- دان بوريك على موقع IMDb (الإنجليزية)
- دان بوريك على موقع قاعدة بيانات الفيلم (الإنجليزية)